# Билютуй
Билюту́й (бур. Бүлюутэ — «с точильным камнем», «кремневая») — село в Кыринском районе Забайкальского края России. Административный центр сельского поселения «Билютуйское».

## География
Расположено на реке Билютуй (правобережный бассейн реки Кыра), в 28 км к западу от районного центра — села Кыра.

## История
Основано в 1727 году как пограничный караул. 

## Население
| 1989 | 2002 | 2010 | 2021 |
| ---- | ---- | ---- | ---- |
| 891  | ↘786 | ↘643 | ↘539 |